# Nonnos von Panopolis

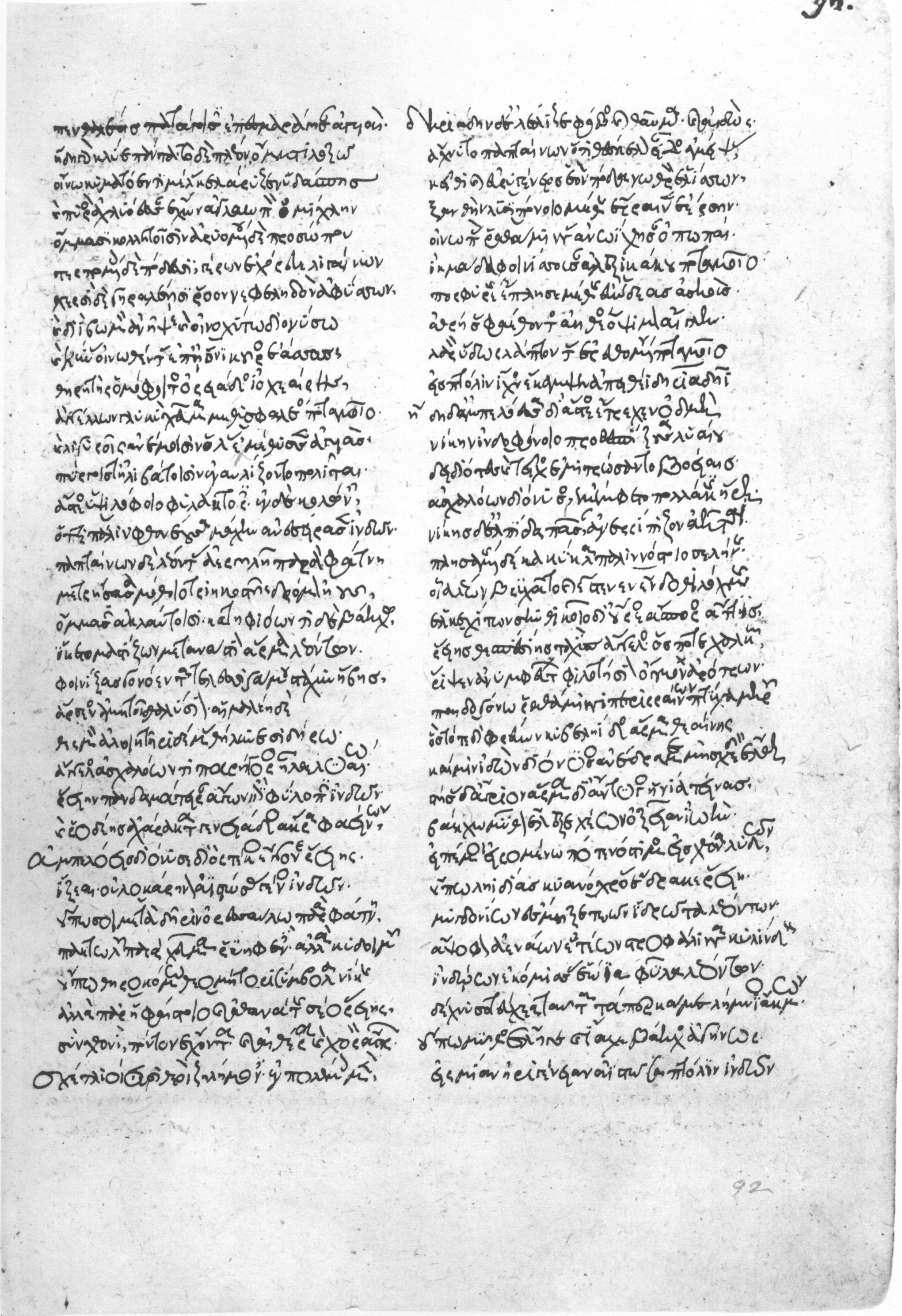
Die Dionysiaka des Nonnos in der 1280 geschriebenen Handschrift Florenz, Biblioteca Medicea Laurenziana, Plut. 32,16, fol. 92r

Nonnos von Panopolis (griechisch Νόννος, latinisiert Nonnus) war ein griechischer Dichter des fünften Jahrhunderts.
Nonnos scheint aus Achmim (Ägypten) zu stammen, wie sein Name andeutet, doch ist sonst wenig zu seiner Person bekannt. Er gilt als Verfasser der Dionysiaka (Διονυσιακά), des letzten großen Epos der Antike. Das Werk beschreibt in 48 Gesängen und annähernd 21.300 Hexametern den Siegeszug des Dionysos nach Indien. Ein Gigantomachia genanntes Werk ist verloren. Unter Nonnos’ Namen existiert ferner eine poetische Paraphrase (Metabole) des Johannes-Evangeliums. Es wurde angenommen, dass Nonnos zum Christentum konvertierte, wodurch die Paraphrase zum späteren Werk würde. Allerdings gibt es für diese Annahme keinen Beleg. Unter Nonnos’ Namen sind auch mythologische Scholien überliefert.